# 한얼중학교
한얼중학교(한얼中學校)는 대한민국 경상남도 김해시 진영읍 여래리에 있는 공립 중학교이다.

## 학교 연혁
- 1946년 8월 15일 : 복음중학교 설립
- 1947년 6월 21일 : 학교법인 삼일학원 인가
- 1948년 1월 26일 : 한얼중학교 설립 인가
- 1980년 11월 3일 : 설립자 변경 승인(공립학교 전환)
- 1981년 3월 1일 : 공립학교 개교
- 1986년 5월 8일 : 현 위치 교사 신축 이전
- 2007년 1월 23일 : 체육관 완공
- 2020년 2월 19일 : 한얼서관 개관
- 2020년 6월 9일 : 환경개선 증개축완공
- 2023년 9월 1일 : 제31대 정의천 교장 부임

## 참고 자료
- 한얼중학교 - 한국교육학술정보원 학교알리미